# Kuhlhasseltia nakaiana
Kuhlhasseltia nakaiana är en orkidéart som först beskrevs av Fumio Maekawa, och fick sitt nu gällande namn av Paul Ormerod. Kuhlhasseltia nakaiana ingår i släktet Kuhlhasseltia och familjen orkidéer. Inga underarter finns listade i Catalogue of Life.